# Parc nacional dels llacs Kolsai
El parc natural nacional dels Llacs Kolsai (kazakh: «Көлса́й көлдері́» мемлекетті́к ұлтты́қ табиғи́ паркі́) és un parc natural creat el 7 de febrer de 2007 per la resolució núm. 88 del govern de la República del Kazakhstan. S'estén pel Districte de Raimbek i pel Districte de Talgar de la província d'Almati al Kazakhstan.
Els llacs Kolsai i Khaindí es troben en el territori del parc.

## Geografia

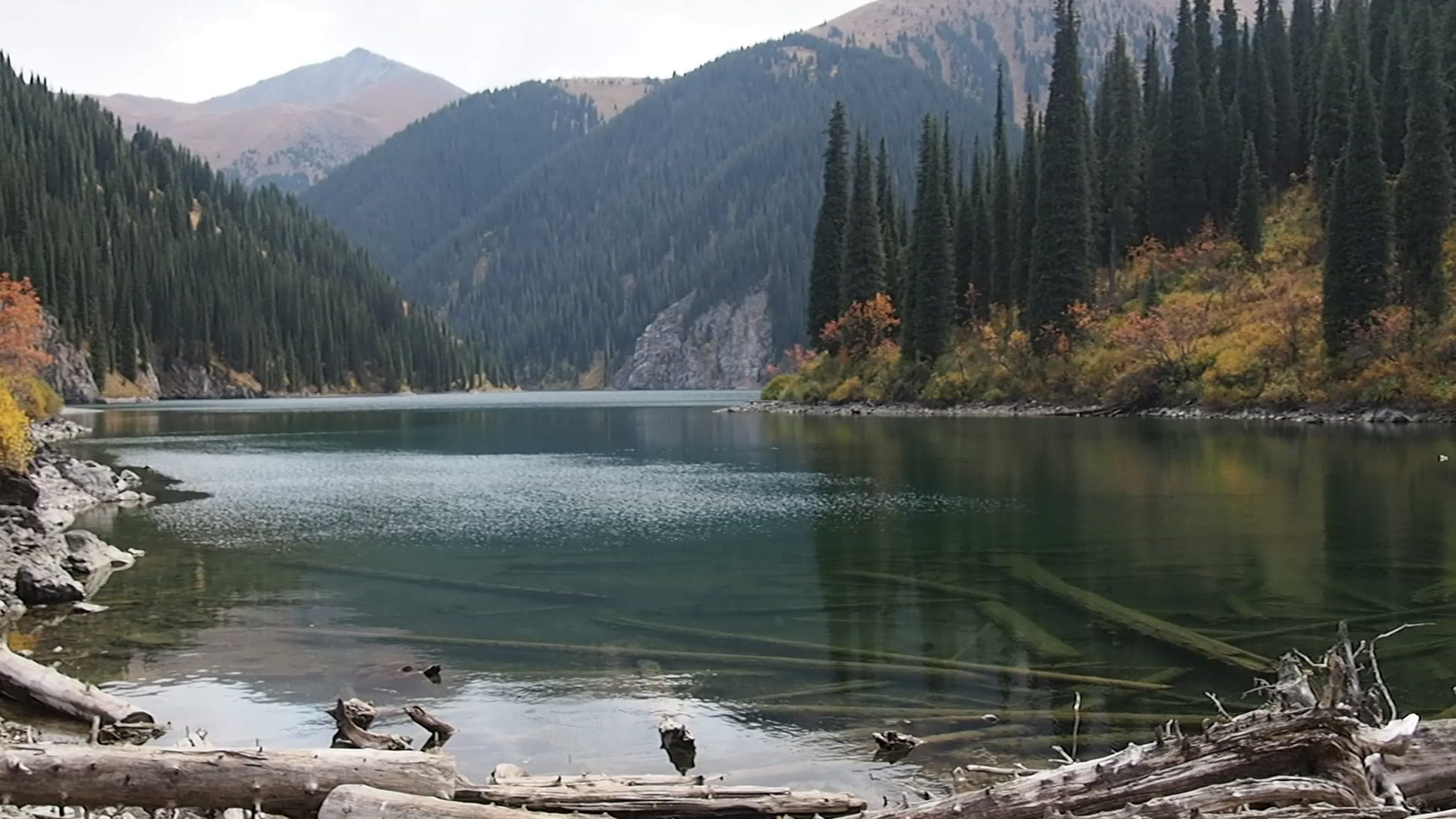
el llac Mynzholky

El parc és travessat pel riu Kolsai, que s'estén a través de tres llacs:
- el llac inferior, situat a 1.818 m d'altitud, al llarg d'un quilòmetre i 400 m d'ample, i la profunditat màxima és de 80 m;
- el llac Mynzholky, situat a 2.552 m d'altitud, que té una profunditat màxima d'uns 50 metres,
- el llac superior, situat a 600 m per sobre, es troba prop de la frontera amb el Kirguizstan.[2]

L'àrea de protecció estricta cobreix el 72% del territori del parc. El 13% del parc està obert al turisme i l'esbarjo.

## Fauna i flora
La flora del parc nacional compta amb més de 700 espècies diferents. Moltes d'aquestes espècies estan incloses en el Llibre Vermell del Kazakhstan, com stipa kungeica, adonis chrysocyathus, adonis tianschanica, erysimum croceum, Picea schrenkiana i d'unes altres espècies.
Un arbre rellevant del parc és l'avet de Tian Shan, que creix fins a una altura de 2700-3000 m, i els exemplars són particularment preciosos, màxim de 40 a 50 m amb troncs de 2 metres de diàmetre
El món animal és igualment ric i variat, enumerant més de 200 espècies de vertebrats. El parc és l'hàbitat natural de 4 espècies de peixos, 2 espècies d'amfibis, 197 espècies d'aus i 29 espècies de mamífers.
Les aus que figuren en el Llibre Vermell són Myophonus caeruleus, introduïdes des de l'Índia al segle xx, leptopoecile sophiae, l'àguila daurada, el Trencalòs, el Falcó sacre, i el voltor de l'Himàlaia.
Els mamífers que figuren en el Llibre Vermell inclouen l'argalí, l'ós bru de l'Himàlaia, la pantera de les neus, i d'unes altres espècies com la llúdriga de l'Àsia central i el linx nòrdic.